# Oton Kučera
Oton Kučera (Petrinja, 31. prosinca 1857. – Zagreb, 29. prosinca 1931.), profesor, prirodoslovac, astronom, najveći hrvatski popularizator tehnike i prirodoslovlja, književnik, predsjednik Matice hrvatske te autor nekoliko udžbenika iz fizike za srednje škole te niza znanstveno-popularnih djela iz fizike, astronomije i elektrotehnike. Studirao u Beču matematiku, fiziku i astronomiju, usavršavao se u astronomiji na Bečkoj zvjezdarnici. Djelovao je kao profesor u gimnazijama u Vinkovcima, Požegi i Zagrebu te bio nastavnik matematike na Šumarskom fakultetu Sveučilišta u Zagrebu. Bavio se poviješću egzaktnih znanosti i u tom je području izradio doktorsku disertaciju o M. Getaldiću. Potaknuo je osnivanje Zvjezdarnice Hrvatskoga prirodoslovnog društva na Popovu tornju u Zagrebu i bio njezinim ravnateljem od 1903. do 1913. i od 1920. do 1925. Bio je djelatan u društvenom životu kao član i predsjednik Matice hrvatske, Hrvatskoga prirodoslovnoga društva, predsjednim prvoga radiokluba u Zagrebu, predsjednik društva srednjoškolskih profesora te urednik Almanaha Bošković.

## Životopis

### Djetinjstvo i školovanje
Rođen je 1. siječnja 1857. u Petrinji, kao prvo od trinaestoro djece u braku Ide i Franje Kučere, učitelja. Prema navodima obitelji, Oton se rodio 31. prosinca 1856., ali su roditelji zbog praktičnih razloga (vojna obveza i drugo), prijavili da se rodio 1. siječnja. To je obiteljski kuriozum koji je u svom članku o Otonu Kučeri iznio sin Vlaho Kučera. Kučera je slavio svoj rođendan 1. siječnja, što je vidljivo iz svečane proslave 70. godišnjice njegova rođenja 1927. godine. Kršten je u crkvi sv. Lovre mučenika u Petrinji, i u krsnom listu je naveden podatak o 1. siječnju kao nadnevku rođenja.
Oca, učitelja, služba je ubrzo odvela iz Petrinje u Otočac, gdje je Oton proveo djetinjstvo i završio pet razreda osnovne škole, a zatim je nastavio gimnaziju u Senju. Iz Senja je u Otočac i obratno putovao preko Velebita, te ja na tim prelascima zavolio Velebit, planine i zvjezdani svod, što ga je pratilo tijekom cijeloga života. Školovanje je nastavio u Vinkovcima gdje je maturirao 1873. godine.
Kao odličnom i talentiranom učeniku dodijeljena mu je krajiška stipendija te je otišao u Beč na studij fizike, matematike i astronomije. Studira kod čuvenih Jožefa Stefana, Ludwiga Boltzmanna i Johanna Loschmidta, a usavršava se u astronomiji na Bečkoj zvjezdarnici, čiji je ravnatelj tada bio Karl von Litrow.

### Pedagoško i znanstveno djelovanje
Bilo mu je ponuđeno mjesto asistenta, ali su ga rodoljubni i obiteljski razlozi doveli natrag u Vinkovce, gdje je u dobi od samo 19 godina počeo predavati u vinkovačkoj gimnaziji, a dvije godine kasnije položio je u Beču profesorski ispit, kako su zahtijevali propisi tadašnjega doba.
Tri godine kasnije objavljuje prve znanstveno-stručne radove. Uz glavne utemeljitelje, Spiridiona Brusinu i Gjuru Pilara, uključio se u osnivanje Hrvatskoga naravoslovnog (prirodoslovnog) društva, utemeljenog u Zagrebu, krajem 1885. godine. U godini osnivanja društva još je bio profesor gimnazije u Vinkovcima. Nalazimo ga pod brojem 101 u abecednom popisu redovnih članova društva, a u Glasniku, I godišta, iz 1886. godine, glasilu novoosnovanoga društva, Kučera je već prisutan člankom Čovjek i prirodna znanost, u kojem daje pregled razvoja prirodnih znanosti.
Premještajem u Požegu započinje znanstveno-popularizatorski rad, kojem je ostao vjeran sve do smrti. U Požegi je osnovao i prvu školsku zvjezdarnicu, a 1892. tiskana je njegova prva znanstveno-popularna knjiga, Crte o magnetizmu i elektricitetu.
Znanstvena prosvijećenost nekoga naroda ne stječe se samo školskom naobrazbom, nego veliku ulogu u tom procesu ima popularizacija odnosno promicanje znanosti u puku, što se postiže na više načina: popularnim predavanjima za široki krug slušatelja različitih struka i obrazovanja, izdavanjem znanstveno-popularnih časopisa, koji na jednostavan način objašnjavaju čitateljstvu dosege određene znanosti te objavljivanjem popularnih djela iz određene znanosti, u kojima je na zanimljiv i jednostavan način prikazano ono najvažije iz te znanosti, što bi trebalo predstavljati temelj za njezino upoznavanje. U XIX. stoljeću naročito je ojačala popularizacija znanosti, posebice zato što se i u znanosti počelo sustavno koristiti hrvatski jezik. Kučera slovi kao naš najpoznatiji popularizator znanosti i tehnike, a u astronomiji ga nazivaju i "hrvatskim Flammarionom", po čuvenom francuskom popularizatoru astronomije.
Kučera je smatrao da je odnos čovjeka prema znanosti o zvjezdanom nebu posve drukčiji nego prema bilo kojoj drugoj znanosti i da se može usporediti s odnosom čovjeka prema rodnoj grudi i domovini i da astronomija usmjerava čovjeka na razmišljanje o posljednjim i najvećim problemima prirode i čovjeka u njoj, a takva razmišljanja jako utječu na to da se umire i natrag potisnu strasti, koje nisu ures naobraženih ljudi te u tome vidi snagu astronomije i njezinu veliku odgojnu vrijednost za sve naraštaje.

### Najplodnije razdoblje
Prelaskom u Zagreb, 1892., počinje Kučerino najplodnije razdoblje stvaralaštva. Djelovao je na Realnoj gimnaziji, gdje je uredio prvi suvremeni kabinet za fiziku, 1893. godine, a iste godine iz tiska je izašla njegova knjiga Vrieme -  crtice iz meteorologije. Godine 1895. izlazi i znanstveno-popularno astronomsko djelo Naše nebo, tiskano u izdanju Matice hrvatske, u nakladi od 12 000 primjeraka. Djelo je dočekano oduševljenjem i rasprodano u kratkom vremenu, da bi doživjelo još dva izdanja za Kučerina života, godine 1921. u nakladi Hrvatskoga prirodoslovnog društva i godine 1930. u izdanju Matice hrvatske. Za ovu knjigu Kučera je nagrađen iz zaklade grofa Ivana Nepomuka Draškovića. Stotinu godina nakon prvoga izdanja u Zagrebu je 1995. tiskano i četvrto izdanje Našeg neba.
Godine 1899.  Kučera je napisao udžbenik Fizika za niže razrede, s dodatkom iz astronomije i kemije te je bio promoviran za doktora na Sveučilištu u Zagrebu, tezom o Marinu Getaldiću.  Postao je i predavač više matematike i teorijske fizike s mehanikom na Šumarskoj akademiji u Zagrebu, gdje je predavao sve do umirovljenja, 1915. godine. Na Šumarskoj akademiji uveo je dvogodišnji geodetski tečaj, a prve godine je bio i predstojnik. Iz ovoga geodetskog tečaja izrastao je današnji Geodetski fakultet u Zagrebu.
Godine 1902. tiskana je njegova Eksperimentalna fizika za više i srednje i njima slične škole, a iste godine je, na njegov poticaj, u okviru Hrvatskoga prirodoslovnog društva, osnovana Astronomijska sekcija. Kučera je potom, uz svoja predavanja na fakultetu, prihvatio i zahtjevan posao ravnatelja Zvjezdarnice, čije je utemeljenje inicirao i aktivnim djelovanjem uspio ostvariti i koja je otvorena 1903. godine.  Iz Kučerinih spisa doznajemo da u vrijeme osnivanja Astronomijske sekcije niti u najvišim vrstama hrvatske inteligencije još nije bilo dovoljno svijesti o važnosti i potrebi astronomije kao kulturnom elementu u naobrazbi svakoga inteligenta bez obzira na njegovo zvanje i zanimanje. Držao je, međutim, da niti kod velikih naroda nije bilo drugačije te navodi da je iste godine kad je osnovano Hrvatsko naravoslovno društvo, francuski astronom Camille Flammarion osnovao Francusko astronomsko društvo u Parizu (1886.), te da je to društvo, u jednom od najciviliziranijih naroda svijeta, od 40 milijuna ljudi, u prvoj godini djelovanja okupilo jedva 90 članova. Tim se više mogao ponositi činjenicom da je broj članova Hrvatskoga prirodoslovnog društva do osnutka Astronomijske sekcije padao i iznosio 95 članova, a nakon osnutka porastao na oko 230, što svjedoči koliko zanimanje je pobudilo osnivanje te sekcije kao i ideje o utemeljenju hrvatskoga društvenog opservatorija. Godine 1924. i sâm je izabran za člana Francuskoga astronomskog društva u Parizu.
U godini otvaranja Zvjezdarnice, 1903., iz tiska izlazi njegova knjiga Valovi i zrake, a 1907. prevodi udžbenike: J. Scheiner, Uredba svemira i I. Walentin, Fizika za više razrede srednjih škola. Cijelo to vrijeme bio je aktivan i na mnogim drugim poljima: predsjednik je prvoga radio kluba, član književnoga odbora Matice hrvatske, a osam godina, od 1909. do 1917. i njezin predsjednik. Od 1908. do 1911. predsjednik je društva srednjoškolskih profesora. Redoviti je predavač na Zagrebačkom pučkom sveučilištu, na kojem su njegova predavanja bila vrlo rado slušana. Uza sve ovo i u uredništvu je Glasnika hrvatskoga planinarskog društva, od prvoga broja, da bi u vremenu od 1892. do 1913. godine bio odbornik, tajnik i predsjednik Hrvatskoga planinarskog društva. Bio je i član Družbe »Braća Hrvatskoga Zmaja«, pod nazivom zmaj Petrinjski te član-suradnik Hrvatskoga književnoga društva svetog Jeronima.

### Drugi put upravitelj Zvjezdarnice
Godine 1915. Kučera je umirovljen, a 1920., nakon sloma Austro-ugarske monarhije, reaktivirao se i postao srednjoškolskim ravnateljem pri Zemaljskoj kraljevskoj vladi, a zatim i ponovno upraviteljem Zvjezdarnice od 1920. do 1925. godine, kada po drugi puta odlazi u mirovinu. U vremenu od 1924. do 1926. uređivao je Astronomski kalendar "Bošković".
Između brojnih knjiga koje je objavio u svojem kasnijem razdoblju ističu se one iz biblioteke "Novovjeki izumi", Gibanja i sile (Crtice iz mehanike neba i zemlje) iz 1915. i Telegraf i telefon bez žica, iz 1925. godine.
Iz prvoga braka imao je kći Elsu, kasnije poznatu hrvatsku psihologinju. Nakon smrti prve supruge oženio se i imao još troje djece: Maru, Nevenku i sina Vlahu. U posljednjim godinama života morao je zbog obiteljskih razloga prodati obiteljsku kuću u Jurjevskoj ulici 14. u Zagrebu te je do kraja života živio u iznajmljenom stanu u Mallinovoj ulici. Umro je 29. prosinca 1931., uoči svoga rođendana, a na sam pravi dan rođenja, 31. prosinca, pokopan je na zagrebačkom groblju Mirogoj.

## Djela
- Crte o magnetizmu i elektricitetu, 1892.
- Vrieme, crtice iz meteorologije, 1893.
- Naše nebo: crtice iz astronomije, 1895. (2. izd. 1921., 3. izd. 1930., 4. izd. 1995.)
- Vrieme: crtice iz meteorologije, 1897. (elektroničko izdanje  Arhivirana inačica izvorne stranice od 18. prosinca 2021. (Wayback Machine))
- Valovi i zrake, 1903. (elektroničko izdanje  Arhivirana inačica izvorne stranice od 18. prosinca 2021. (Wayback Machine))
- Gibanja i sile: crtice iz mehanike neba i zemlje, 1915. (elektroničko izdanje)
- Telegraf i telefon bez žica, 1925. (elektroničko izdanje  Arhivirana inačica izvorne stranice od 18. prosinca 2021. (Wayback Machine))

Također autor je udžbenika fizike za niže razrede gimnazije (1899.), te udžbenika eksperimentalne fizike za više i srednje i njima slične škole (1902.).

## Nagrade
- 1889.: Nagrada iz zaklade Ivana N. grofa Draškovića, za djelo Crte o magnetizmu i elektricitetu.
- 1894.: Nagrada iz zaklade Ivana N. grofa Draškovića, za djelo Naše nebo: crtice iz astronomije.
- 1914.: Nagrada iz zaklade Ivana N. grofa Draškovića, za djelo Gibanja i sile: crtice iz mehanike neba i zemlje.[2]

## Spomen
Zbog njegovog golemog doprinosa znanstvenom i tehnološkom preporodu Hrvatske, odgajanja mnogih ljubitelja astronomije, pa i otkrivača osobno, prvi numerirani asteroid Zvjezdarnice Višnjan, otkriven 22. svibnja 1996. godine, imenovan je njemu u čast, (7364) Otonkucera.